# Twinky
Twinky è un film del 1970 diretto da Richard Donner.

## Trama
Scott, uno scrittore trentottenne di romanzi erotici, incontra a Londra Twinky, una studentessa di sedici anni. I due si innamorano.
Quando a Scott viene rifiutato il visto per rimanere in Gran Bretagna i due si sposano in Scozia, dove a sedici anni è consentito sposarsi a differenza dell'Inghilterra, e si trasferiscono poi a New York dove però per legge la ragazza deve andare a scuola.
Nella coppia si crea una certa tensione quando Twinky cerca dei passatempi adolescenziali mentre Scott vuole finire il nuovo romanzo. La ragazza scappa e Scott fatica non poco per ritrovarla ma lei lo lascerà il giorno dopo con una lettera per tornare al college a Londra.

## Produzione
Il soggetto fu scritto da Norman Thaddeus Vane e riflette parzialmente il rapporto di Vane con la moglie sedicenne Sarah Caldwell, che aveva sposato nella metà degli anni 60 quando lui stesso aveva 38 anni.
Il film è stato girato tra Londra e New York.